# Mohammad Kazem Shariatmadari
L'aiatol·là Sayyid Mohammad Kazem Shariatmadari (àzeri Məhəmməd Kazım Şəriətmədari, farsi محمد کاظم شریعتمداری), de vegades també el cognom apareix com Shariat-Madari (1905, Tabriz – 3 d'abril de 1986, Teheran), fou un gran aiatol·là iranià d'ètnia àzeri d'una família de Tabriz, que fou un dels 12 líders principals del clergat xiïta a l'Iran i l'Iraq, reconegut com a progressista i liberal.
Va estudiar a Tabriz, Qom (1924) i a Nadjaf (1935) retornant després a Tabriz on es va dedicar a l'ensenyament; més tard va tornar a Qom (vers 1949) convidat per l'aiatol·là Borujerdi. Després de la mort de l'aiatol·là suprem Borujerdi (Marja Mutlaq) el 1961 va esdevenir un dels principals marjas, amb seguidors a l'Iran, Pakistan, Índia, Líban, Kuwait i estats de la costa sud del golf Pèrsic. El 1963 va impedir al xa Mohammad Reza Pahlavi l'execució de l'aiatol·là Khomeini quan el va reconèixer com a gran aiatol·là, rang amb el qual, segons la constitució, no podia ser executat (Khomeini fou enviat a l'exili). Com a principal mujtahid fou el cap del seminari de Qom fins a la tornada de Khomeini. Era favorable a la política tradicional xiïta de mantenir els clergues fora dels càrrecs del govern i un vehement crític de Khomeini. Va dirigir el Centre per l'Estudi i les Publicacions Islàmiques (Dar al-Tabligh) i fou administrador de la madrassa de Fatima a Qom. Al tenps de la revolució islàmica de 1979, Shariatmadari era el principal gran aiatol·là de Qom.
Shariatmadari estava en oposició a la interpretació de Khomeini sobre el lideratge dels juristes (Wilayat al-faqih) que defensava que els clergues podien intervenir per reformar el govern quan anava contra els drets de la persones segons els ensenyaments dels líders religiosos xiïtes. Defensava en canvi que el paper del clergat estava per sobre del paper del govern i, per tant, en aquest no hi havia d'haver clergues. A més, segons Shariatmadari, no es podia forçar a la gent a acceptar un sistema fins i tot moralment correcte i el poble l'havia d'acceptar lliurement i decidir el que li convenia; creia en un govern democràtic en que el poble administrava els seus propis afers cosa compatible amb la correcta interpretació del lideratge dels juristes. Abans de la revolució Shariatmadari volia un retorn al sistema de monarquia constitucional previst a la constitució de 1906. Era partidaria de les manifestacions pacífiques i volia evitar la sang., Segons el seu punt de vista el paper del xa era limitat i el govern del país estava en mans del poble a través del Parlament. Mohammad Reza Pahlavi no obstant va interpretar aquest punt de vista (defensat per altres clergues i personatges) com un signe de debilitat i el xa va promulgar un manifest sobre les celebracions de Muharram, esperant aturar les protestes. Després d'una sèrie de massacres de la població i de clergues i l'assassinat o arrest d'altres, Shariatmadari va criticar al govern del xa i el va declarar no islàmic donant un tàcit suport a la revolució, esperant que s'implantaria un sistema democràtic a l'Iran.
Shariatmadari, a diferència dels grups balutxis i kurds, que eren sunnites, no tenia cap intenció d'aconseguir autonomia per l'Azerbaidjan Iranià, a la població del qual considerava iranians i xiïtes abans de tot. Va criticar el sistema de govern de Khomeini com incompatible amb l'Islam i no representatiu de la voluntat del poble i va fundar un partit anomenat Partit Republicà del Poble Islàmic (març de 1979), oposat al Partit Republicà Islàmic que era favorable a Khomeini. Va criticar severament el referèndum que va establir el sistema de govern per no haver estat sotmès a una assemblea constituent elegida. Per això Khomeini el va posar sota arrest domiciliari, va empresonar a la seva família i va torturar a la seva jove; a més va patir un atemptat el 5 de desembre de 1979 del que va sortir il·lés; tot això va portar a protestes massives a Tabriz, la base principal del partit Republicà del Poble Islàmic, que foren sufocades a finals de gener de 1980 per l'exèrcit i els tancs enviats per Khomeini a la ciutat. Shariatmadari, contaria lluites civils i a les morts innecessàries va ordenar aturar les protestes. El seu partit (del qual no era formalment membre) va aturar activitats i durant el 1980 fou suprimit.
L'abril de 1982, Sadegh Ghotbzadeh que havia estat ministre d'afers exteriors, fou arrestat acusat de conspiració amb oficials militars monàrquics i alguns clergues, per matar a Khomeini i enderrocar l'estat; Ghotbzadeh va confessar sota tortura però va negar cap intenció de matar a Khomeini i d'enderrocar la república islàmica, assegurant que només volia canviar el govern; en la confessió va implicar a Shariatmadari, que va dir que estava al corrent del plan i havia promès fons i la seva benedicció si el projecte tenia èxit; aquesta implicació obtinguda sota tortura no s'avenia amb el caràcter pacifista de Shariatmadari, però el seu gendre va ser acusat de servir d'intermediari entre Ghotbzadeh i l'aiatol·là, i fou condemnat a presó i es va iniciar una campanya de descrèdit contra Shariatmadari; nombrosos membres de la seva família foren arrestats i torturats. En les memòries de Mohammad Mohammadi Raishahri, un alt càrrec del govern i cap de la Universitat Hadith, ell mateix va colpejar a l'aiatol·là. Tot això va forçar al vell religiós a anar a la televisió nacional i llegir una confessió demanant perdó a l'home que havia salvat de la mort dues dècades abans. A cauda de la seva posició com a mujtahid, el govern no el podia executar però el seu Centre per l'Estudi i les Publicacions Islàmiques fou tancat i va restar sota arrest domiciliari fins a la seva mort el 1986. Al seu enterrament els clergues no hi van poder assistir el que va causar les crítiques del gran aiatol·là Hossein-Ali Montazeri, altre dirigent de la revolució.